# Episodi de La casa del guardaboschi (diciannovesima stagione)
La diciannovesima stagione della serie televisiva La casa del guardaboschi è in onda dal 2 gennaio 2008 all'11 aprile 2008 sul canale ZDF.
| nº | Titolo originale       | Titolo italiano | Prima TV Germania | Prima TV in italiano |
| -- | ---------------------- | --------------- | ----------------- | -------------------- |
| 1  | Gefangen auf Teneriffa |                 | 2 gennaio 2008    |                      |
| 2  | Verbockt               |                 | 4 gennaio 2008    |                      |
| 3  | Zweite Chance          |                 | 11 gennaio 2008   |                      |
| 4  | Das liebe Geld         |                 | 18 gennaio 2008   |                      |
| 5  | Teamwork               |                 | 25 gennaio 2008   |                      |
| 6  | Katz und Maus          |                 | 1 febbraio 2008   |                      |
| 7  | Geplatzte Träume       |                 | 8 febbraio 2008   |                      |
| 8  | Radikalkur             |                 | 15 febbraio 2008  |                      |
| 9  | Schwein gehabt         |                 | 22 febbraio 2008  |                      |
| 10 | Hitzewelle             |                 | 29 febbraio 2008  |                      |
| 11 | Urlaubsplanung         |                 | 7 marzo 2008      |                      |
| 12 | Zapfenstreich          |                 | 14 marzo 2008     |                      |
| 13 | Brautschau             |                 | 21 marzo 2008     |                      |
| 14 | Fieberhafte Suche      |                 | 28 marzo 2008     |                      |
| 15 | Geheimrezept           |                 | 4 aprile 2008     |                      |
| 16 | Raubtiere              |                 | 11 aprile 2008    |                      |